# Liuguang
Liuguang (kinesiska: 六广, 六广镇) är en köping i Kina. Den ligger i provinsen Guizhou, i den sydvästra delen av landet, omkring 43 kilometer nordväst om provinshuvudstaden Guiyang. Antalet invånare är 19540. Befolkningen består av 9 106 kvinnor och 10 434 män. Barn under 15 år utgör 19,0 %, vuxna 15-64 år 71 %, och äldre över 65 år 9,0 %.